# Сомики-анцистры
Со́мики-анци́стры (лат. Ancistrus) — род лучепёрых рыб из семейства кольчужных сомов (Loricariidae).

## Описание
Длина тела от 2 (Ancistrus salgadae) до 19,5 см (Ancistrus chagresi и Ancistrus ranunculus). Тело покрыто костными пластинками. Рот с присоской располагается на нижней стороне головы. Щечные шипы хорошо развиты. Граница морды голая, без пластин. В период размножения выражен половой диморфизм. У половозрелых самцов у большинства видов имеются заметные мясистые усики на морде. Усики морды также встречаются у самок и неполовозрелых особей, но обычно они намного меньше.
Самцы сомиков охраняют яйца и личинки в течение 10 дней после вылупления.

## Распространение
Обитают в пресных водоёмах Южной и Центральной Америк от Коста-Рики до севера Аргентины.

## Классификация
В род включают около 70 видов:
- Ancistrus abilhoai Bifi, Pavanelli & Zawadzki, 2009
- Ancistrus agostinhoi Bifi, Pavanelli & Zawadzki, 2009
- Ancistrus aguaboensis Fisch-Muller, Mazzoni & Weber, 2001
- Ancistrus bodenhameri Schultz, 1944
- Ancistrus bolivianus (Steindachner, 1915)
- Ancistrus brevifilis Eigenmann, 1920
- Ancistrus brevipinnis (Regan, 1904)
- Ancistrus bufonius (Valenciennes in Cuvier & Valenciennes, 1840)
- Ancistrus caucanus Fowler, 1943
- Ancistrus centrolepis Regan, 1913
- Ancistrus chagresi Eigenmann & Eigenmann, 1889
- Ancistrus cirrhosus (Valenciennes, 1836) — Усатый сомик-анцистр
- Ancistrus claro Knaack, 1999
- Ancistrus clementinae Rendahl, 1937
- Ancistrus cryptophthalmus Reis, 1987
- Ancistrus cuiabae Knaack, 1999
- Ancistrus damasceni (Steindachner, 1907)
- Ancistrus dolichopterus Kner, 1854 — Голубой сомик-анцистр
- Ancistrus dubius Eigenmann & Eigenmann, 1889
- Ancistrus erinaceus (Valenciennes in Cuvier & Valenciennes, 1840)
- Ancistrus eustictus (Fowler, 1945)
- Ancistrus falconensis Taphorn, Armbruster & Rodríguez-Olarte, 2010
- Ancistrus formoso Sabino & Trajano, 1997
- Ancistrus fulvus (Holly, 1929)
- Ancistrus galani Pérez & Viloria, 1994
- Ancistrus greeni (Isbrücker, 2001)
- Ancistrus gymnorhynchus Kner, 1854
- Ancistrus heterorhynchus (Regan, 1912)
- Ancistrus hoplogenys (Günther, 1864) — Звёздчатый анциструс
- Ancistrus jataiensis Fisch-Muller, Cardoso, da Silva & Bertaco, 2005
- Ancistrus jelskii (Steindachner, 1876)
- Ancistrus latifrons (Günther, 1869)
- Ancistrus leucostictus (Günther, 1864) — Звёздный анциструс
- Ancistrus lineolatus Fowler, 1943
- Ancistrus lithurgicus Eigenmann, 1912
- Ancistrus macrophthalmus (Pellegrin, 1912)
- Ancistrus maculatus (Steindachner, 1881)
- Ancistrus malacops (Cope, 1872)
- Ancistrus maracasae Fowler, 1946
- Ancistrus marcapatae (Regan, 1904)
- Ancistrus martini Schultz, 1944
- Ancistrus mattogrossensis Miranda Ribeiro, 1912
- Ancistrus megalostomus Pearson, 1924
- Ancistrus minutus Fisch-Muller, Mazzoni & Weber, 2001
- Ancistrus montanus (Regan, 1904)
- Ancistrus mullerae Bifi, Pavanelli & Zawadzki, 2009
- Ancistrus multispinis (Regan, 1912)
- Ancistrus nudiceps (Müller & Troschel, 1849)
- Ancistrus occidentalis (Regan, 1904)
- Ancistrus occloi Eigenmann in Myers, 1928
- Ancistrus parecis Fisch-Muller, Cardoso, da Silva & Bertaco, 2005
- Ancistrus pirareta Muller, 1989
- Ancistrus piriformis Muller, 1989
- Ancistrus ranunculus Muller, Rapp Py-Daniel & Zuanon, 1994
- Ancistrus reisi  Fisch-Muller, Cardoso, da Silva & Bertaco, 2005
- Ancistrus salgadae Fowler, 1941
- Ancistrus sericeus  (Cope, 1872)
- Ancistrus spinosus Meek & Hildebrand, 1916
- Ancistrus stigmaticus Eigenmann & Eigenmann, 1889
- Ancistrus tamboensis Fowler, 1945
- Ancistrus taunayi Miranda Ribeiro, 1918
- Ancistrus temminckii (Valenciennes in Cuvier & Valenciennes, 1840)
- Ancistrus tolima Taphorn, Armbruster, Villa-Navarro & Ray, 2013
- Ancistrus tombador Fisch-Muller, Cardoso, da Silva & Bertaco, 2005
- Ancistrus trinitatis (Günther, 1864)
- Ancistrus triradiatus Eigenmann, 1918
- Ancistrus variolus (Cope, 1872)
- Ancistrus verecundus Fisch-Muller, Cardoso, da Silva & Bertaco, 2005
- Ancistrus vericaucanus Taphorn, Armbruster, Villa-Navarro & Ray, 2013